# Fokas
För andra betydelser, se Fokas (olika betydelser).
Fokas, född 564 i Thrakien, död 5 oktober 610 i Konstantinopel, östromersk kejsare 602, då han tog makten från Maurikios. Han lät döda Maurikios och dennes fem söner.
Perserna inledde ett krig mot Fokas som varade i 24 år. Kejsaren tvingades under kriget att överlåta den större delen av Balkanhalvön åt avarer och slaver. Han avträdde också slutgiltigt Italien till langobarderna, vilket i sin tur medförde påvedömets frigörelse. Perserna förenade sig med kejsarens inhemska motståndare och genomströvade Mindre Asien ända till Chalkedon och tog Syrien. Trots detta nödläge stötte sig Fokas även med de ortodoxa.
År 610 blev han efter ett inbördeskrig halshuggen av sin efterträdare Herakleios. Kroppen bars i en segerparad genom huvudstaden, innan den brändes.
Fokaskolonnen på Forum Romanum i Rom uppfördes till hans ära år 608 e.Kr. och är det sista monument som uppfördes på platsen.